# 克內申
克內申是波蘭的城鎮，位於該國東北部，距離比亞韋斯托克26公里，由波德拉謝省負責管轄，面積3.68平方公里，海拔高度158.5米，2006年人口2,835。
53°19′N 22°55′E / 53.317°N 22.917°E